# Royal Exchange
La Royal Exchange de Londres, Reino Unido, fue una antigua bolsa de comercio fundada en el siglo XVI por el comerciante Thomas Gresham para actuar como el centro del comercio de la City de Londres, en Inglaterra. El solar fue proporcionado por la Corporación de la City de Londres y el gremio del comercio de la seda, quienes todavía son propietarios de él. Tiene forma de trapecio y está rodeado por Cornhill y Threadneedle Street, que se cruzan en la Bank junction, en pleno centro de la City. Su diseño fue inspirado por una bolsa que Gresham había visto en Amberes.
Ha sido incendiado y reconstruido dos veces. El edificio actual fue diseñado por William Tite en la década de 1840. La parcela fue ocupada por el mercado de seguros Lloyd's durante unos ciento cincuenta años. Actualmente, la Royal Exchange contiene oficinas, tiendas de lujo y un restaurante.

## Historia

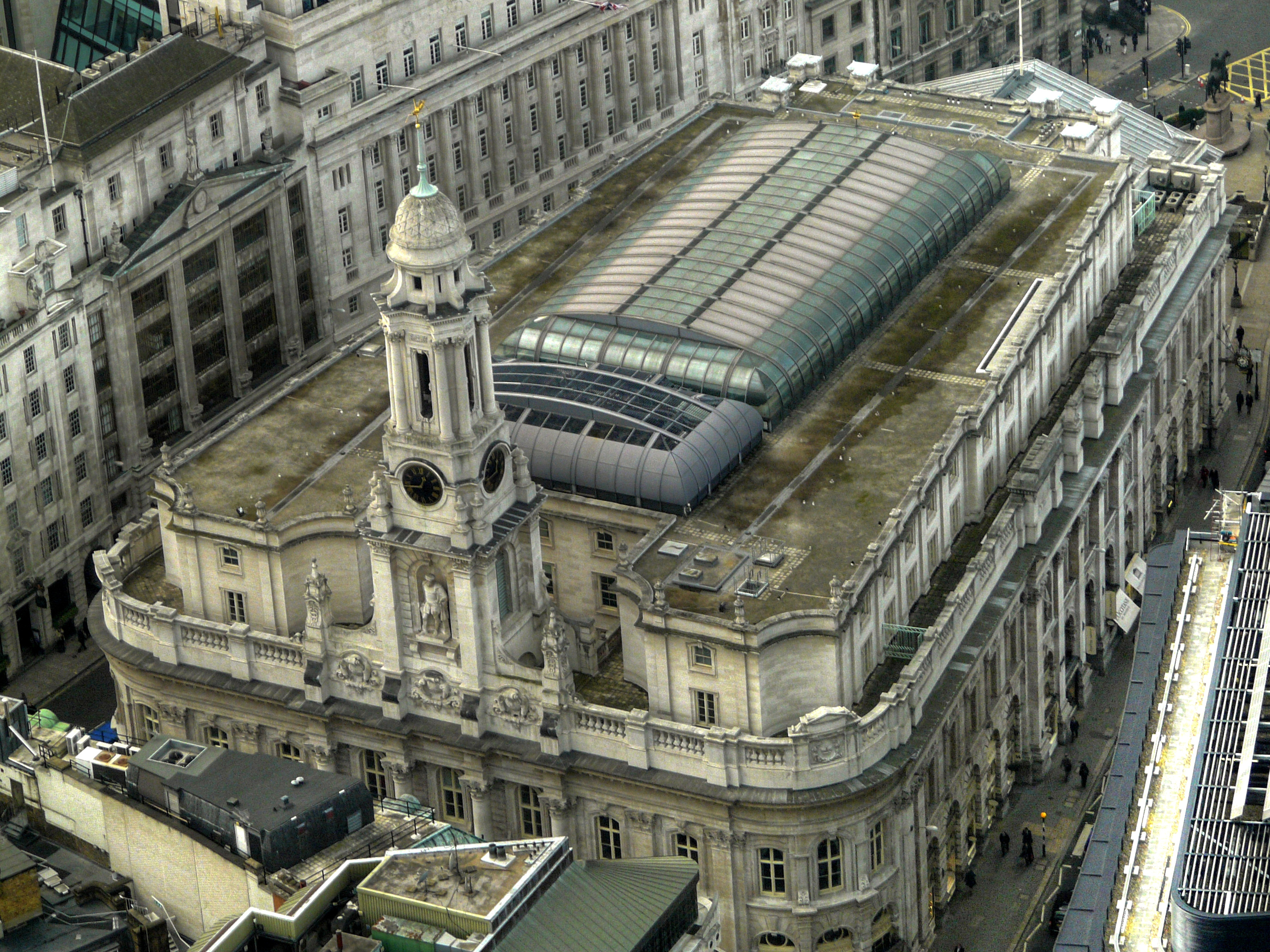
Vista aérea de la Royal Exchange.

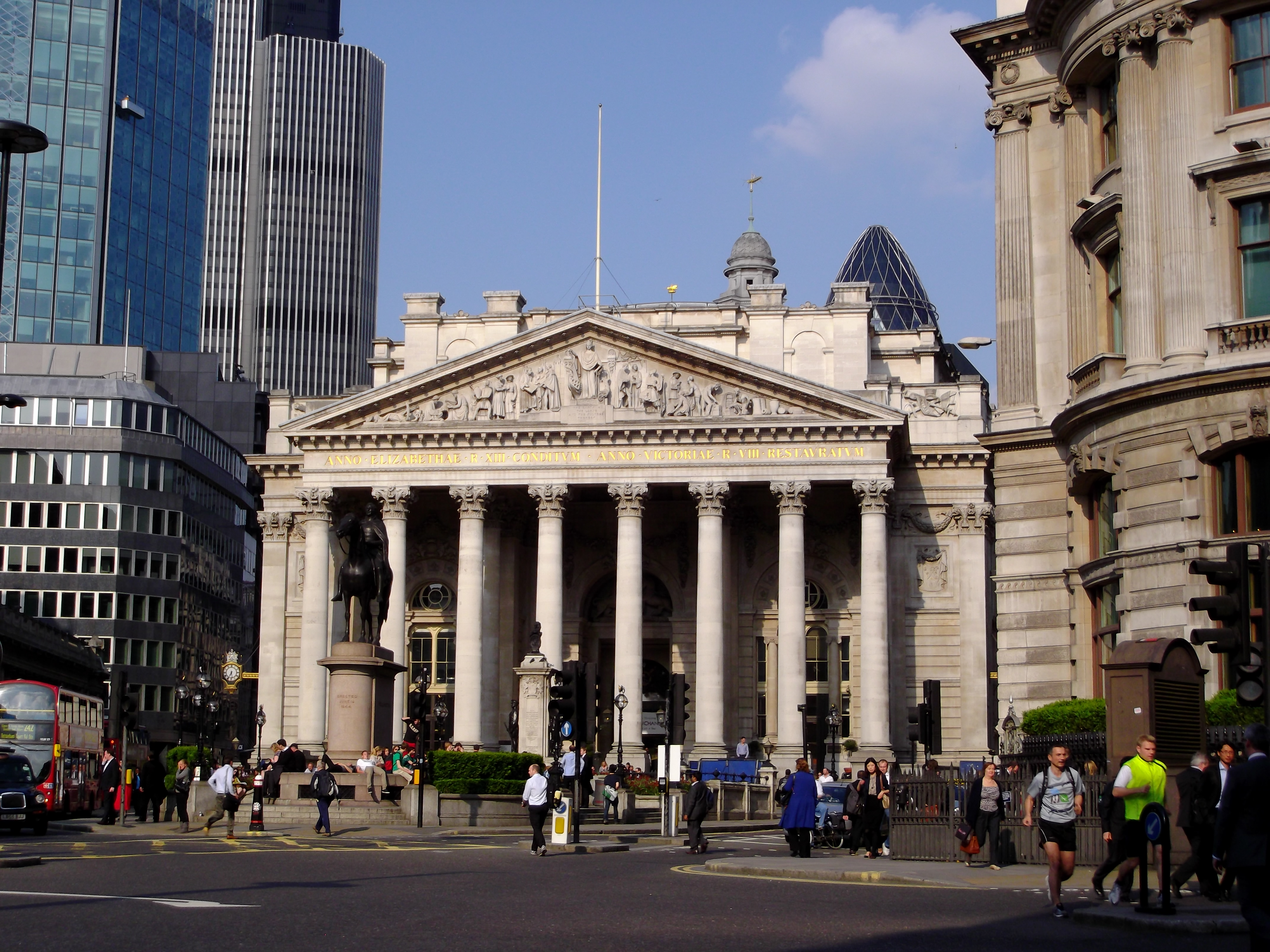
Vista lejana del edificio

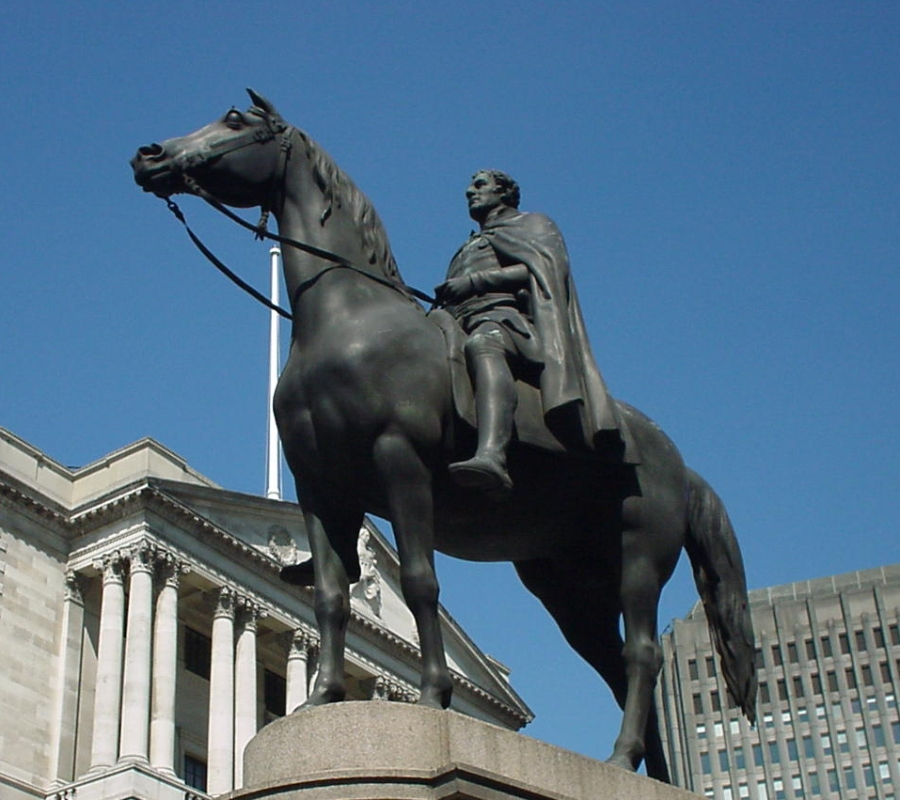
Una estatua del Duque de Wellington inaugurada en 1844 en el exterior del Royal Exchange.

La Royal Exchange fue inaugurada oficialmente el 23 de enero de 1571 por la reina Isabel I, quien concedió al edificio su título real y la licencia para vender alcohol. Durante el siglo XVII, no se permitían agentes de bolsa en el edificio por sus modales groseros, por lo que operar desde otros establecimientos de los alrededores, como la Jonathan's Coffee-House. El edificio original de Gresham fue destruido en el Gran Incendio de Londres de 1666. Se construyó un segundo complejo en la parcela, diseñado por Edward Jarman, e inaugurado en 1669, pero también destruido por un incendio el 10 de enero de 1838. Había sido usado por el mercado de seguros Lloyd's of London, quien fue obligado a trasladarse temporalmente a la South Sea House tras el incendio de 1838.
La tercera y actual Royal Exchange fue diseñada por William Tite y es fiel al diseño original (una estructura de cuatro lados que rodea un patio central donde podían negociar los comerciantes). El interior, diseñado por Edward I'Anson en 1837, hacía uso de hormigón (uno de los primeros ejemplos de uso de este material de construcción). Tiene esculturas en el frontón de Richard Westmacott (el joven), y hierro fundido ornamental de Henry Grissell. Fue inaugurado por la Reina Victoria el 28 de octubre de 1844, aunque no comenzó a funcionar hasta el 1 de enero de 1845.
En junio de 1844, justo antes de la reapertura de la Royal Exchange, se desveló una estatua del Duque de Wellington en el exterior del edificio. El bronce usado para fundirla la procedía de cañones enemigos capturados en las campañas continentales de Wellington.
En 1851, Paul Julius Reuter fundó la agencia de noticias Reuters en el número 1 de los edificios de Royal Exchange (de frente y al este de Royal Exchange). Posteriormente se trasladó a Fleet Street.
En 1892 artistas como Frederic Leighton y Sir Frank Brangwyn pintaron escenas de la historia de Londres en las paredes de la primera planta.
Con el estallido de la Segunda Guerra Mundial, el comercio en el edificio prácticamente terminó. Al final de la guerra, el edificio había sobrevivido al Blitz, aunque con algunas pequeñas pérdidas.

## Uso moderno
En 2001 la Royal Exchange fue remodelada profundamente por los arquitectos Aukett Fitzroy Robinson. La reconstrucción del patio creó nuevas tiendas y restaurantes para añadir a los ya existentes en el perímeto. El edificio es actualmente un centro comercial con tiendas, cafeterías y restaurantes. Entre las tiendas presentes están Boodles, Hermès, y Tiffany & Co. En 2003 se puso en marcha el Grand Café and Bar y se completó el edificio.
En los edificios de Royal Exchange, una calle por la entrada este a la Royal Exchange, hay dos estatuas: una de Paul Julius Reuter, quien fundó la agencia de noticias Reuters allí, y otra de George Peabody, que fundó la Peabody Trust.
En 2013 la Royal Exchange fue vendida por la Irish Bank Resolution Corporation y Alanis Capital, la inmobiliaria de la familia McCormack de Irlanda, a una inmobiliaria canadiense. Se anunció que la parcela se vendería con un alquiler de 104 años. Oxford Properties Group, una sucursal del Sistema Municipal de Employees Retirement de Ontario, compró el centro comercial por £86,5 millones.